# Eilema caniola
Espèce
Le Manteau pâle (Eilema caniola) est une espèce de lépidoptères (papillons) de la famille des Erebidae et de la sous-famille des Arctiinae.

## Distribution
Du Maghreb à l'Asie, toute l'Europe (sauf l'extrême Nord). Presque partout en France métropolitaine, mais plus fréquent dans la moitié sud et en Corse.

## Habitat
Espèce thermophile qui colonise les lisières, clairières et chemins forestiers bien exposés au soleil, les zones rocheuses, les vieux murs jusqu'en ville.

## Biologie
Univoltin ou bivoltin ; période de vol de mai à octobre. Se nourrit de lichens pariétaux.